# شط سيدي سليمان
شط سيدي سليمان عبارة عن شط وهو جزء من الأراضي الرطبة لولاية تقرت. تم تصنيفه كموقع رامسار منذ 12 ديسمبر 2004.
يقع الشط على بعد 500 م من قرية سيدي سليمان بالبلدية التي تحمل نفس الاسم في دائرة مقارين شمال ولاية تقرت.
يحتوي علي تضاريس مسطحة على الأرض مغطاة بالرمال. تتكون المياه من تراكمات الصرف الزائدة من بساتين النخيل المجاورة والمياه الجوفية.

تتبع المنطقة كلا من ولاية ورقلة ووزارة الزراعة والتنمية الريفية ووزارة الموارد المائية .